# Carlos Rodríguez (football)
Pour les articles homonymes, voir Carlos Rodríguez et Rodríguez.
Carlos Gabriel Rodríguez Orantes, plus connu sous le nom de Carlos Rodríguez, né le 12 avril 1990 à Panama City, est un footballeur international panaméen jouant au CD del Este.

## Biographie

### En club
Junior, âgé de dix-sept ans, au Chepo FC, Carlos Rodríguez débute en équipe première de la Liga Football Panameña lors de la saison 2007-2008.
En 2008-2009, ce centre-arrière prometteur est prêté au club uruguayen du Defensor Sporting Club ou il apparait en équipe première dans 3 matches de championnat.
En 2009-2010, à son retour de prêt, au Chepo FC, il s'impose rapidement comme titulaire en tant que défenseur, en équipe première, et est titularisé vingt-neuf fois, avec trois buts marqués, lors de la saison 2010-2011 ou il effectue une excellente saison.
Il est engagé par le Tauro FC pour la saison 2011-2012, vainqueur du tournoi Apertura 2010, avec lequel il joue le tournoi Apertura 2011. Repéré par Schellas Hyndman, durant ce tournoi, il est transféré le 20 janvier 2012 au FC Dallas qui est engagé dans la Major League Soccer. Le 11 mars il fait sa première apparition, en équipe première, avec son nouveau club contre les Red Bulls de New York  et s'impose rapidement en tant que titulaire.
En novembre 2012, son contrat n'étant pas renouvelé par le FC Dallas, il retourne au Panama rejoindre le Chepo F.C. avant de s'engager en janvier 2014 au Tauro FC.

A l'été 2014, il est transféré au Fortaleza CEIF en Colombie avant de retourner au Panama au San Francisco FC la saison suivante. 
En 2017 il rejoint le Costa del Este FC.